# Anne Iversen
Anne Iversen (eigentlich Annemarie Rønnov Iversen, verheiratete Knudsen; * 12. August 1923 in Gentofte; † 6. Juli 2015) war eine dänische Hochspringerin, Hürdenläuferin und Weitspringerin.
Bei den Europameisterschaften 1946 in Oslo gewann sie Bronze im Hochsprung. Über 80 Meter Hürden wurde sie Vierte und im Weitsprung Fünfte.
Im Hochsprung wurde sie bei den Olympischen Spielen 1948 in London Neunte und bei den Europameisterschaften 1950 in Brüssel Vierte.
Siebenmal wurde sie Dänische Meisterin im Hochsprung (1944–1948, 1950, 1951), viermal im Weitsprung (1945–1948) und dreimal über 80 Meter Hürden (1945–1947).

## Persönliche Bestleistungen
- 80 m Hürden: 12,0 s, 1948
- Hochsprung: 1,62 m, 3. September 1950, Helsingør
- Weitsprung: 5,48 m, 8. Juni 1947, Søborg